# Eparchia odeska
Eparchia odeska – jedna z eparchii Ukraińskiego Kościoła Prawosławnego Patriarchatu Moskiewskiego, z siedzibą w Odessie. Jej obecnym ordynariuszem jest metropolita odeski i izmaiłski Agatangel (Sawwin), zaś funkcję katedry pełni sobór Przemienienia Pańskiego w Odessie.

## Historia

Eparchia odeska na tle podziału administracyjnego UKP PM

W 1837 z eparchii kiszyniowskiej została wydzielona eparchia chersońska i taurydzka. Rezydencja jej ordynariuszy od początku mieściła się w Odessie. W 1859 eparchia została podzielona na dwie; w Odessie rezydowali odtąd biskupi chersońscy i odescy, nazywani w literaturze, z racji miejsca pobytu, także biskupami odeskimi. Za moment powstania eparchii odeskiej uważa się 1945. W roku tym miejscowe duchowieństwo przystąpiło, za zgodą władz radzieckich, do odbudowy struktur prawosławnych na terytorium dawnej eparchii chersońskiej – jej działanie praktycznie zamarło wskutek represji okresu Wielkiego Terroru.
W 1971 nazwę struktury oficjalnie zmieniono na eparchia odeska i chersońska. W 1991 z eparchii odeskiej wydzielono eparchię chersońską, a w 2012 – eparchię bałcką.

### Biskupi[4]
- Sergiusz (Łarin), 1946–1947
- Filip (Stawicki), 1947 (wyznaczony do objęcia katedry, nie przyjechał do Odessy)
- Focjusz (Topiro), 1947–1948
- Nikon (Pietin), 1948–1949 locum tenens i następnie 1949–1956
- Borys (Wik), 1956–1965
- Antoni (Mielnikow), 1965 locum tenens
- Sergiusz (Pietrow), 1965–1990
- Leoncjusz (Gudimow), 1990–1991
- Łazarz (Szweć), 1991–1992
- Agatangel (Sawwin), od 1992[1].

Eparchia dzieli się na 17 dekanatów. Prowadzi seminarium duchowne w Odessie oraz następujące monastery:
- Monaster Zaśnięcia Matki Bożej w Odessie, męski
- Monaster Iwerskiej Ikony Matki Bożej w Odessie, męski
- Monaster św. Michała Archanioła w Odessie, żeński
- Monaster św. Eliasza w Odessie, męski
- Monastyr Świętego Pantelejmona w Odessie, męski
- Monaster Zmartwychwstania Pańskiego w Tepłodarze, żeński
- Monaster Świętych Konstantyna i Heleny w Izmaile, męski
- Monaster św. Mikołaja w Izmaile, męski
- Monaster Narodzenia Matki Bożej w Aleksandrowce, żeński
- Monaster Przemienienia Pańskiego w Borysowce, żeński